# Cantanhede (Maranhão)
Cantanhede is een gemeente in de Braziliaanse deelstaat Maranhão. De gemeente telt 19.564 inwoners (schatting 2009).